# Havasi kecske
A havasi kecske (Oreamnos americanus) az emlősök (Mammalia) osztályának párosujjú patások (Artiodactyla) rendjébe, ezen belül a tülkösszarvúak (Bovidae) családjába és a kecskeformák (Caprinae) alcsaládjába tartozó faj.
Nemének egyetlen élő képviselője és egyben a típusfaja is. A havasi kecske nem a házi kecske (Capra aegagrus hircus), hanem a zergék (Rupicapra) rokona. Szakálla is inkább toroksörény.

## Előfordulása
Észak-Amerika alábbi területein él.
Délkelet-Alaszka, Dél-Yukon, Brit Columbia, Délnyugat-Alberta, Washington egyes részei, Idaho és Montana sziklás hegyi régióiban él a fahatár felett.

## Megjelenése
Testhossza 120-160 centiméter, farokhossza 10–20 cm, marmagassága hímeknél 90 cm, nőstényeknél 80 cm; testtömege 46–140 kg; a nőstény átlagosan 10-30%-kal kisebb a hímnél. Hosszú, gyapjas, fehér bundája és szakálla van; szeme, patája, szarva és orra fekete. Teste vaskos, lába rövid, szarva tőrszerű, hátrafelé hajló; koponyája keskeny, törékeny; a bak combján vastag a bőr.

## Életmódja
Nagyon jól mászik és ugrik. Patáinak éles a széle, a belseje meg olyan rugalmas, mint a gumi, könnyen rátapad a kövekre. Nagy termete ellenére óriásiakat tud ugrani egyik sziklapárkányról a másikra. Nem ritkák az öt métert meghaladó ugrások sem. Ha olyan sziklapárkányra kerül, ami a semmiben végződik és hátrálni sem tud, akkor a hátsó lábára áll, mellső lábával a sziklafalnak támaszkodva megfordul és nyugodtan visszamegy. Nyáron túlnyomórészt füveket és sásféléket eszik, nappal, este és néha holdfényes éjszakákon is aktív. Télen fásszárúak egyes részeit eszi; a mohák és zuzmók egész évben a táplálékához tartoznak.
Természetes ellenségeként csak a puma és a barna medve jöhet szóba, bár egy felnőtt havasi kecske tőrszerű szarvaival még ezeknek is veszélyes ellenfél. Bár inkább olyan magasságba menekül, ahová egyetlen ragadozó sem teszi a lábát. Jóval több áldozatot követelnek közülük a kőomlások és a lavinák.
A havasi kecske prémje sűrű, finom piheszőrökből és hosszú fedőszőrökből áll. Ezért jól bírja a téli fagyot, a nyári meleget viszont nehezen viseli, s hogy lehűljön, gyakran felkeresi azokat a helyeket, ahol nem olvad el a hó és beássa magát.

## Szaporodása
Az üzekedési időszakon kívül külön bak- és nősténycsordákban él. Az üzekedés tél közepén zajlik. Ilyenkor a bak a szarva tövénél lévő mirigyeinek váladékával megjelöli nőstényét. A bakok ritkán harcolnak, ennek megfelelően a koponyacsontok és a szarvak viszonylag törékenyek. Ha mégis harcolnak, akkor nem a fejüket csapják össze, hanem megpróbálnak hegyes, 20 cm-nél hosszabb szarvukkal a másik testébe vagy a combjába szúrni. Ennek megfelelően a hímek irhája igen vastag, főleg a combokon, ahol akár 2 cm vastag is lehet. Ezek a harcok néha mégis súlyos sérülésekhez, sőt halálhoz is vezethetnek. Ennek következménye, hogy a bak egy nőstény támadását védekezés nélkül elviseli, és hagyja magát elűzni, mert egyébként is saját utódát veszélyeztetné. Az ilyen üldözések gyakoriak, mert a gidákat őrző anyakecskék igen agresszívek, és erre szükségük is van, mert a gidákat állandóan fenyegetik a fajtársak hegyes szarvai.
A vemhességi idő 6 hónap, az ellés nyár közepén zajlik. Általában csak egyetlen utód születik. A gida születése után pár nappal már követni tudja anyját a hegymászásban. A nőstények és a kicsinyek a következő párzási időszakig "gyermeknevelő csoportot" alkotnak. Az ivarérettséget 2,5 évesen érik el, pont a téli üzekedés idején.

## Képek

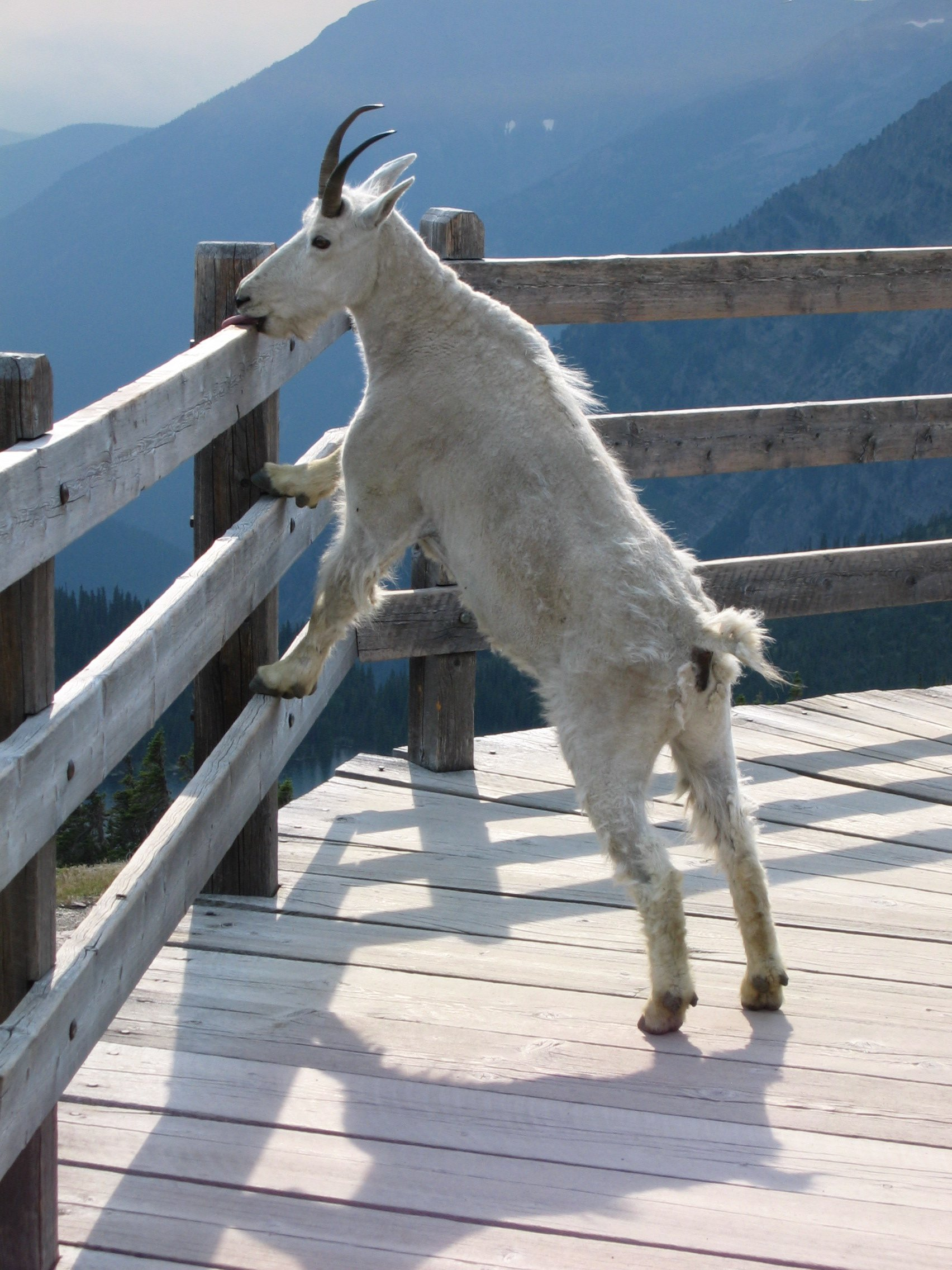
Fiatal havasi kecske
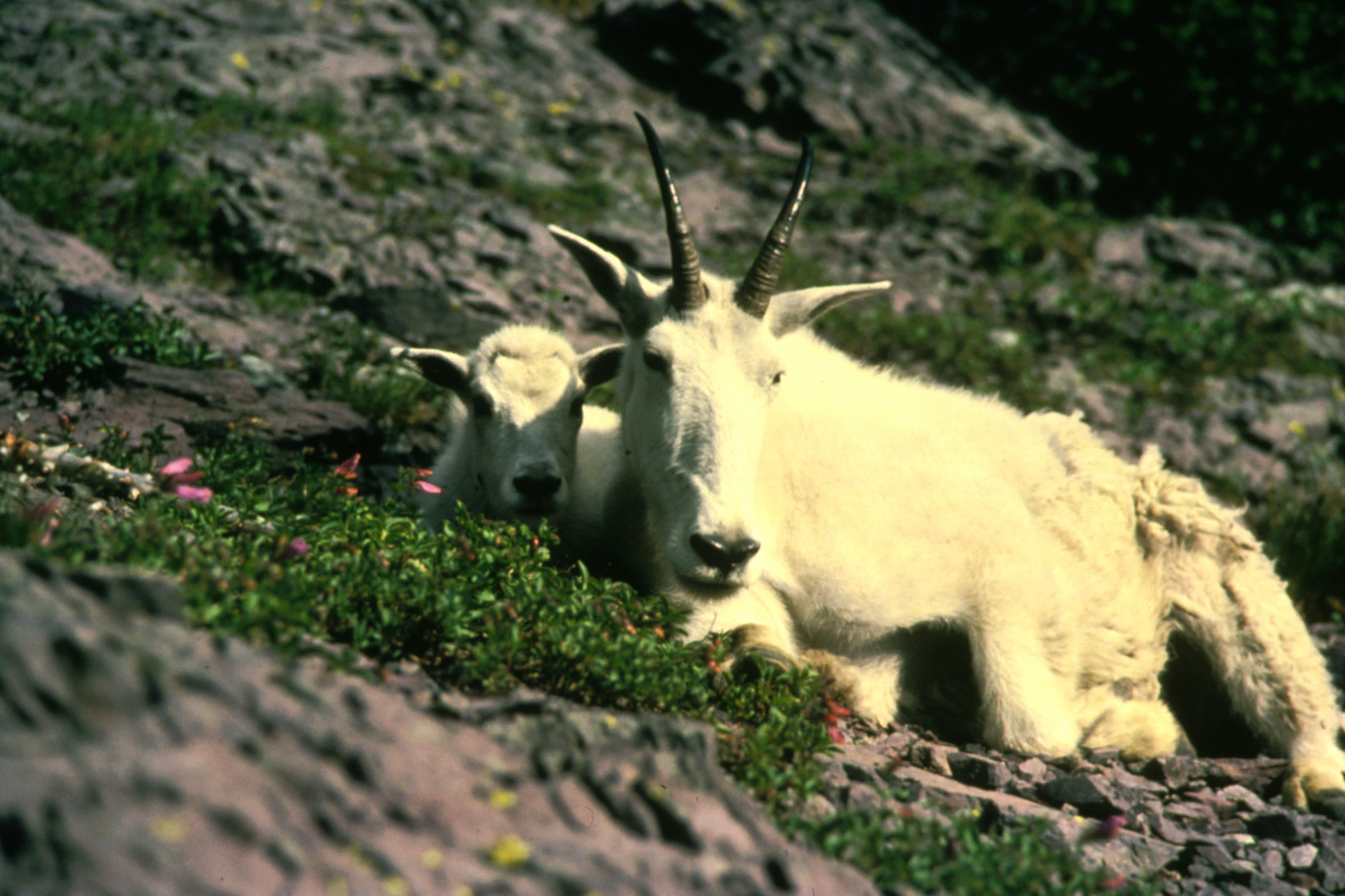
Nőstény havasi kecske és gidája
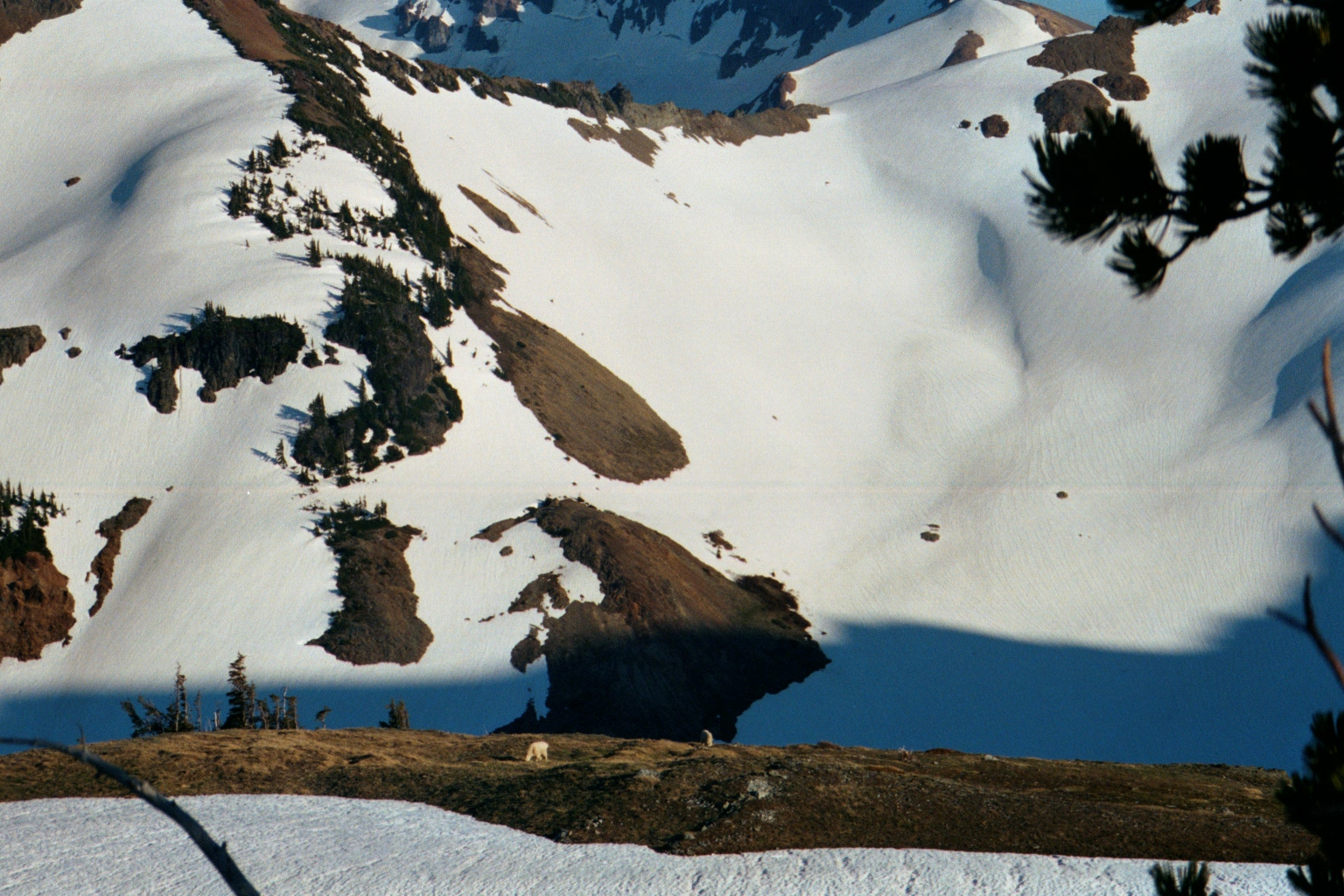
A havasi kecske tipikus élőhelye